# Ceren Yılmaz
Ceren Yılmaz (* 1990 oder 1991 in Samsun) ist eine türkische Schauspielerin.

## Leben und Karriere
Yılmaz studierte an der Kocaeli Üniversitesi. Ihr Debüt gab sie 2013 in der Fernsehserie Yağmurdan Kaçarken. Von 2014 bis 2015 war Yılmaz in Filinta zu sehen. Anschließend spielte sie 2017 in der Serie Deli Gönül mit. Außerdem wurde sie 2019 in dem Film Üç Harfliler: Adak besetzt. Zwischen 2020 und 2021 bekam Yılmaz in der Serie Zümrüdüanka eine Hauptrolle.

## Filmografie
Filme
- 2019: Üç Harfliler: Adak

Serien
- 2013: Yağmurdan Kaçarken
- 2014–2015: Filinta
- 2017: Deli Gönül
- 2020–2021: Zümrüdüanka